# Witold Dudziak
Witold Dudziak (ur. 25 lipca 1934, zm. 30 sierpnia 2010 w Zakopanem) – polski lekkoatleta specjalizujący się w biegach przez płotki.

## Życiorys
W 1959 dwukrotnie startował w meczach międzypaństwowych (przeciwko NRD w Berlinie i Jugosławii w Krakowie) w biegu na 400 metrów przez płotki nie odnosząc indywidualnie zwycięstwa. Zdobywca wicemistrzostwa Polski (1958) oraz brązowego medalu mistrzostw kraju (1959) w biegu na tym dystansie, a także brązowego medalu halowych mistrzostw kraju w biegu na 80 metrów przez płotki (1955).
Po zakończeniu kariery był cenionym architektem. 
Rekord życiowy: bieg na 400 metrów przez płotki – 53,7 (18 stycznia 1961, Warszawa).
Został pochowany na Nowym Cmentarzu przy ul. Nowotarskiej w Zakopanem (kw. P2-B-7).

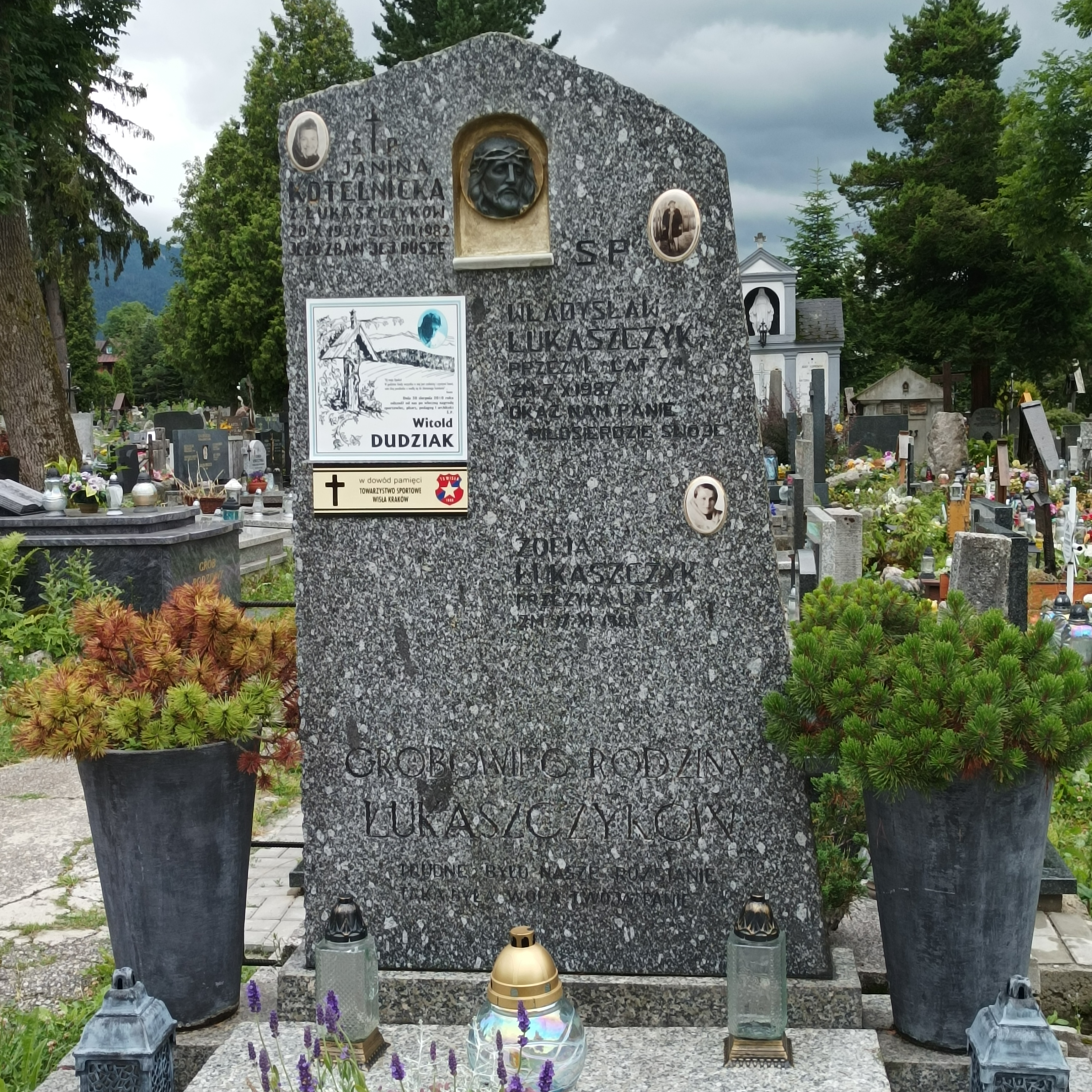
Grób Witolda Dudziaka na Nowym Cmentarzu w Zakopanem